# Harald Wapenaar
Harald Paul Wapenaar (Vlaardingen, 10 aprile 1970) è un allenatore di calcio ed ex calciatore olandese, di ruolo portiere.

## Carriera
Debuttò da professionista con il RBC Roosendaal nella stagione 1993-1994. A seguire vestì le divise dello Helmond Sport, dell'Utrecht e dell'Udinese, in Italia. Nel 1999 fece ritorno all'Utrecht, lasciandolo definitivamente per il Portsmouth nell'estate 2003. Passò al Vitesse nel gennaio 2005.
Al Portsmouth fu in competizione per il ruolo di titolare con Shaka Hislop, quindi torna in Olanda. Fino alla stagione 2006-2007 riuscì a mantenere il posto da titolare al Vitesse Arnhem.
Nel 2007 passò in prestito allo Sparta Rotterdam, esordendo il 21 gennaio contro l'Excelsior Rotterdam, per poi ritirarsi definitivamente dal calcio giocato nel 2009.